# Спасская церковь в Котове
Храм Спа́са Нерукотворного в Ко́тове (Спа́сский храм) — православный храм в городе Долгопрудный Московской области на берегу Клязьминского водохранилища (в бывшем селе Спасское-Котово). Относится к Долгопрудненскому благочинию Сергиево-Посадской епархии Русской православной церкви. Известен как родовая усыпальница князей Юсуповых.
Главный престол освящён в честь Нерукотворного образа Спасителя, приделы — Владимирской иконы Божией Матери и Николая Чудотворца.

## История
Первая каменная постройка храма относится к 1684 году, когда князь Иван Борисович Репнин построил в усадьбе Котово Спасский храм с северным приделом и обходной галереей. В 1730-е годы имение Спасское вместе с храмом перешло в руки князей Юсуповых.

### Храм при князьях Юсуповых

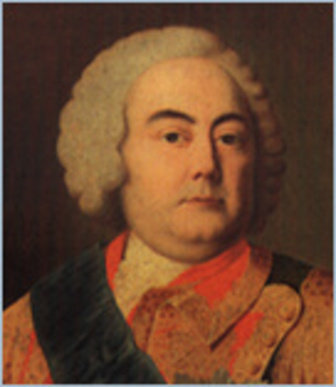
Борис Григорьевич Юсупов, (1695—1759)

При Борисе Григорьевиче Юсупове в северном приделе, использовавшемся в качестве ризницы, был устроен престол и жертвенник, а также иконостас. В июле 1755 года придел в честь Владимирской иконы Богородицы был освящён протопопом Большого Успенского собора.
Со второй половины XVIII века усадебная церковь стала родовой усыпальницей Юсуповых. В 1772 году умерла дочь Бориса Григорьевича Анна Борисовна Протасова. Под полом Владимирского придела в северной части для её погребения был устроен склеп. А в 1788 рядом с дочерью была похоронена её мать, Ирина Михайловна Юсупова (Зиновьева), вдова князя. Сегодня в этом месте видны две надгробные чугунные плиты.

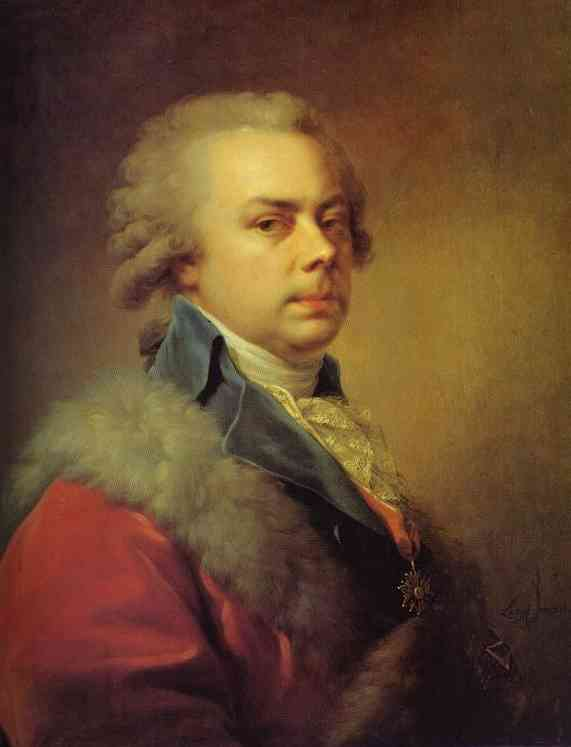
Николай Борисович Юсупов, (1750—1831)

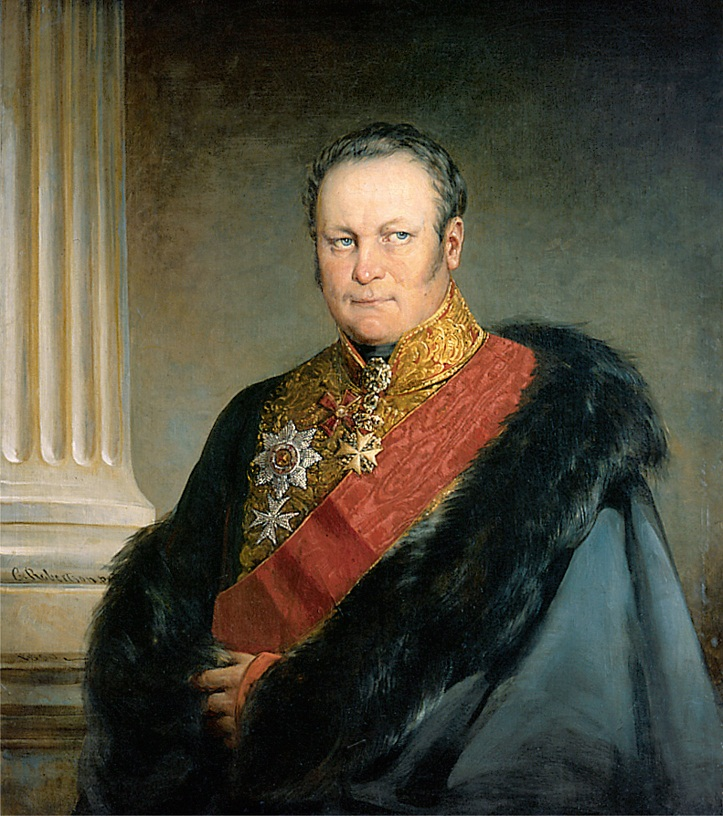
Борис Николаевич Юсупов, (1794—1849)

После неё владеть имением стал их сын князь Николай Борисович Юсупов, известный екатерининский вельможа. При нём усадьба Спасское-Котово вошла в апогей своей обустроенности в культурно-бытовом плане, в селе появился кирпичный завод. В 1820 году в северо-западном углу четверика Спасского храма (центральной части) в склепе под полом была похоронена невестка князя Николая Борисовича, Параскева Павловна Юсупова. Место захоронения также обозначено надгробной плитой. Сам князь Николай Борисович хотя и мало бывал в Спасском-Котово, пожелал здесь провести последние годы. Он был похоронен в 1831 году за алтарём Владимирского придела. Через год его сын, хозяйственник, благотворитель и филантроп Борис Николаевич Юсупов, выстроил над могилой отца часовню-усыпальницу. Умер Борис Николаевич в 1849 году, был похоронен рядом с супругой Параскевой Павловной в склепе четверика.

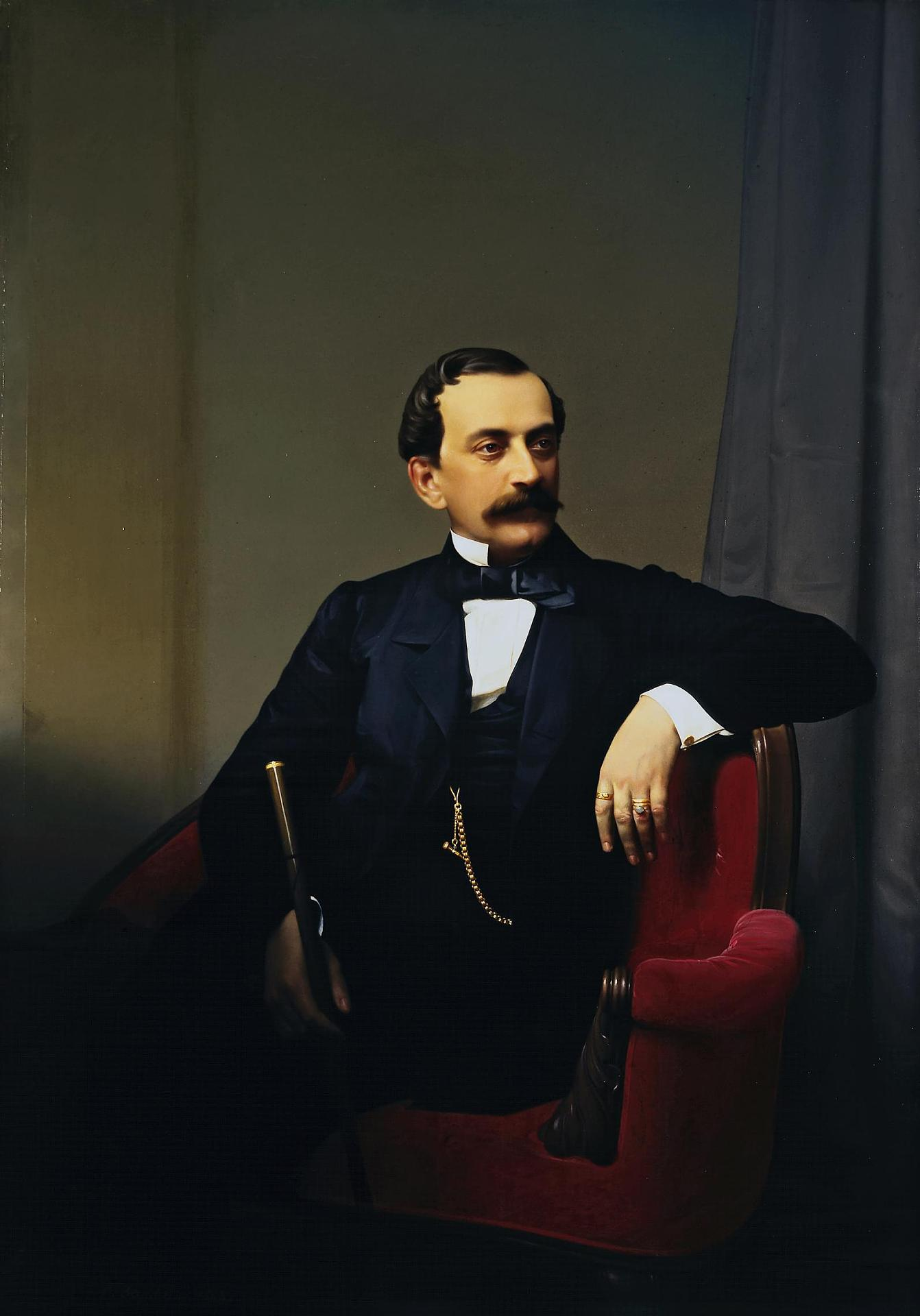
Николай Борисович Юсупов (1827—1891)

До 1850-х годов Спасская церковь имела только один придел, Владимирской иконы. В 1850 году при Николае Борисовиче Юсупове, внуке одноимённого вельможи, был составлен проект южного придела, в честь святителя Николая Чудотворца. Новый придел, освящённый в 1853 году, значительно расширил пространство храма.
В 1859 году Юсуповы устроили при храме богадельню во имя св. мученицы Татианы, в 1863 году была создана церковно-приходская школа. В начале XX века появилась роспись стен. К тому времени имение приходит в запустение. Последний владелец села Спасское-Котово — князь Феликс Феликсович Юсупов.

### Советский период
В 1934 году храм был закрыт решением советской власти. Спасский храм был разграблен и наполовину разрушен: уничтожены колокольня от яруса звона, купола, оконные украшения. Расположение окон и дверей было переделано. На месте усыпальницы была запущена угольная котельная. С южной стороны пристроено двухэтажное здание, помимо других построек на территории бывшего храма. Помещения церкви занимали в разное время спичечная и пуговичная фабрики, мыловаренная мастерская, областная типография.

### Период возрождения
С 1991 года усилиями верующих началось восстановление храма, в условиях ещё действующей на его территории типографии. Первое богослужение состоялось 8 сентября 1991 года на праздник Владимирской иконы Божией Матери. Первые после 60 лет запустения службы проводились в Никольском приделе. Постепенно храм с пристройкой и территорией был полностью передан общине.
К 1996 году были установлены накупольные кресты, 8 сентября 1996 года была восстановлена звонница. 31 мая 1998 года архиепископ Можайский Григорий совершил чин освящения центральной части Спасского храма. 6 мая 2001 года митрополит Крутицкий и Коломенский Ювеналий освятил Никольский придел.

## Современная жизнь
В Спасском храме ежедневно совершаются богослужения, проходят занятия епархиальных библейско-богословских курсов, действует воскресная школа, регулярно проводятся собрания группы «анонимных алкоголиков». Община храма регулярно принимает участие в общегородских мероприятиях, проводятся встречи с представителями общественности, образования.